# Jesús Buen Pastor en Montagnola (título cardenalicio)
Jesús Buen Pastor en Montagnola es un título cardenalicio diaconal de la Iglesia Católica. Fue instituido por el papa Juan Pablo II en 1985.

## Titulares
- Jozef Tomko (25 de mayo de 1985 - 9 de enero de 1996)
- James Francis Stafford (21 de febrero de 1998 - 1 de marzo de 2008)
- Velasio De Paolis, C.S. (20 de noviembre de 2010 - 9 de septiembre de 2017)
- Lazzaro You Heung-Sik (27 de agosto de 2022)